# Санта Јона (Л’Аквила)
Санта Јона (итал. Santa Jona) је насеље у Италији у округу Л'Аквила, региону Абруцо.
Према процени из 2011. у насељу је живело 154 становника. Насеље се налази на надморској висини од 1106 м.